# Bedrijventerrein Ketenwaal
Bedrijventerrein Ketenwaal is een industrieterrein in de Nederlandse plaats Enkhuizen, ingeklemd tussen de spoorweg van Enkhuizen naar Hoorn en de Zuiderdijk. Het huisvest een cluster van kunststofindustrie, voorheen bekend als Draka Polva en destijds onderdeel van het internationale chemieconcern Solvay, maar later opgesplitst in verschillende ondernemingen met verschillende eigenaren. De bedrijven op het terrein produceren onder meer buizen (Pipelife), folies (Draka Polymer Films) en kunststoffen voor medisch gebruik (Renolit).
Ketenwaal is het oudste van de huidige drie bedrijventerreinen in Enkhuizen (de andere zijn Krabbersplaat en Schepenwijk). De benaming Ketenwaal is afkomstig van de zoutketen die in dit gebied lagen. In 2017 werden op dit terrein door archeologen de restanten van de Ketenboom blootgelegd in verband met de toekomstige nieuwbouw die het bedrijf Renolit wil doen.